# Acatepec (kommun)
Acatepec är en kommun i Mexiko.   Den ligger i delstaten Guerrero, i den södra delen av landet, 250 km söder om huvudstaden Mexico City. Antalet invånare är 32 792. Arean är 599 kvadratkilometer.
Terrängen i Acatepec är bergig norrut, men söderut är den kuperad.
Följande samhällen finns i Acatepec:
- Acatepec
- Plan de Gatica
- Loma Tuza
- Agua Tordillo
- Ciénega del Sauce
- El Chirimoyo
- Xochitepec
- Cerro Pelón
- Lomatepec
- Alcamani
- Barranca Piña
- Colonia Plan de Ayala
- Barranca Mina
- Mexcalapa
- El Llano
- El Naranjo
- Colonia Progreso
- Loma Bonita
- Villa de las Flores
- Agua Tomagua
- El Izote
- Río de Hacienda
- Plan Ojo de Agua
- Loma de la Silla
- Buenavista
- Villa Guadalupe
- Plan Ranchito
- Colonia Tepehuaje
- Río Velero
- Colonia Yerba Buena
- Monte Horeb
- Barranca Bejuco
- Colonia Cruz Alta
- Colonia Santa Rosa
- Vista Hermosa
- Palo Seco
- San Juan de los Pinos
- Pozolapa
- Llano de la Parota
- Colonia Barranca Perico
- Colonia los Pinos
- Agua Fría
- San Miguel
- Cerro Ocotal
- Piedra Tuza
- Loma Macho
- San José
- Colonia Llano Pericón
- El Parotillo
- El Rincón de los Pinos
- Llano del Limón
- Colonia la Antena